# LEW EL 12
Die Baureihe EL 12 des LEW Hennigsdorf bezeichnet eine Elektrolokomotive, die von 1952 bis 1983 in 36 Exemplaren für Betriebe der ehemaligen DDR und der UdSSR nach Herstellerangaben gebaut wurde. Nach Rangierdiesel wird die Stückzahl mit 22 Stück angegeben.
Die Baureihe ist eine Feldbahnlokomotive, von der um 2020 noch 6 Stück beim Sodawerk Staßfurt vorhanden waren. Es existieren Fotos aus dem Einsatz beim Tagebau Olbersdorf, diese Lokomotiven hatten lediglich ein Scheinwerfer und die im Braunkohlenbau üblichen Haupt- und Seitenstromabnehmer auf einem niedriger ausgelegten Podest.

## Entwicklung

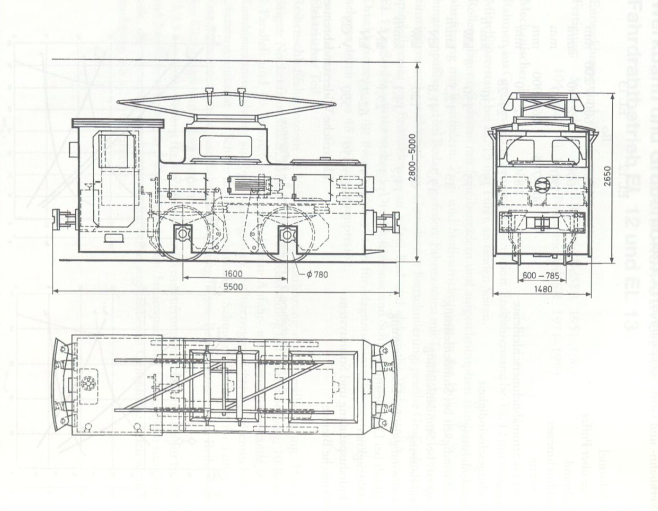
Maßskizze der LEW EL 12 nach LEW Hennigsdorf

Die Grubenlokomotive wurden in verschiedenen Varianten gebaut. Eine genaue Liste der gelieferten Fahrzeuge ist nicht vorhanden. Konzipiert ist sie für den Einsatz über Tage.

### Einsatz
Als Einsatzgebiete wurden angegeben: Mansfeld, VEB Harzer Eisengruben, VEB Hohenbockaer Glassandwerke, Werk Hosena, Sodawerk Staßfurt, VEB Kalksandsteinwerk Niederlehme und Braunkohlenwerk Puschwitz, OT Piskowitz. Es lassen sich nur die sechs Lokomotiven des Sodawerkes Staßfurt bestätigen. Einsatzbelege im Glassandwerk Hosena und im Kalksandsteinwerk Niederlehme führen keine EL 12 auf. Am wahrscheinlichsten ist noch die Verwendung für das Braunkohlenwerk Puschwitz, OT Piskowitz, wo es bis 1959 Kohleabbau gab. Die später im Tagebau Olbersdorf eingesetzten fünf Fahrzeuge stammen von einem Betrieb, der die Fahrzeuge selten oder nie eingesetzt hat.
Die sechs Staßfurter Maschinen waren die letzten gelieferten Lokomotiven der Baureihe. Bis 2019 waren sie vorhanden. Die letzte Erwähnung stammt aus dem Jahr 2021, als schon einige Exemplare abgestellt waren. Eine weitere Verwendung ist nicht bekannt.

### LEW EL 12 mit 900 mm Spurweite
Fünf Lokomotiven waren im Tagebau Olbersdorf eingesetzt. Obwohl die Baureihe nur in den Spurweiten 600 bis 785 mm gefertigt wurde, wurden diese auf 900 mm umgespurt. Die Breite von 1480 mm und die Befestigung der Mittelpufferkupplung an den Querrahmen ermöglichte dies. Der Tagebau Olbersdorf war um 1960 schon vollständig auf 900 mm umgespurt und mit 600 V Gleichspannung elektrifiziert. Die angegebenen technischen Daten stimmen mit den Herstellerangaben überein.
Die Lokomotiven waren im Hilfsfahrbetrieb wie dem Bedienen von Gleisrückmaschinen ohne Antrieb eingesetzt führten aber auch Transportarbeiten mit Kohlezügen durch, wobei eine Gesamtzuglänge von 30 m (ein Förderwagen) nicht überschritten werden durfte. Mit der Umsetzung von LEW EL 3 und schrittweisen Anhebung der Fahrdrahtspannung auf 1200 V wurden die Altbaulokomotiven und die fünf LEW EL 12 bis 1978 verschrottet.

## Konstruktive Merkmale

### Mechanik
Der Rahmen der Lokomotiven bestand aus geschweißtem Grobblech. Der Endführerstand hatte einen Zugang nur von der rechten Seite. Der Stromabnehmer befand sich auf einem Portal über dem Rahmen. Bei den Staßfurter Maschinen war er bis zuletzt mit einem Aufsatzgerüst ausgelegt. Neben der Ausführung mit einfachem Scherenstromabnehmer gab es auch Versionen mit Haupt- und Hilfsstromabnehmer für den Braunkohletagebau. Die Räder waren rollengelagert mit Scheibenrädern und aufgeschrumpften Radreifen. Abgefedert waren sie durch einfache Blattfedern. Sie besaßen eine Mittelpufferkupplung, die abgefedert werden konnte.
Die Tatzlager-Fahrmotoren besaßen einen geradverzahnten einseitigen Antrieb auf geteilte Großräder.
Die Handspindelbremse mit Bremsklötzen wirkte auf jedes Rad. Außerdem war eine Widerstandsbremse vorhanden.

### Elektrik
Die elektrische Ausrüstung von LEW bestand aus Gleichstromtechnik, wo über die elektrische Spannung von der Fahrleitung über den zentral gelegenen Nockenfahrschalter mit der Widerstandssteuerung die elektrischen Fahrmotoren angetrieben wurden, die als Reihenschlussmaschinen ausgeführt waren. Elektromechanische Schütze schalteten die Hilfsbetriebmotoren. Die Steuer- und Beleuchtungsspannung betrug 24 V. Die Lokomotiven hatten zehn Reihenfahrstufen, sechs Parallelfahrtstufen, sowie zehn Bremsstufen. Die Anfahr- und Bremswiderstände waren eigenbelüftet, für die Fahrmotoren war ein Lüfter vorhanden, der mit Schmelzsicherung abgesichert war.